# ベルンハルト・クラマー
ベルンハルト・クラマー（独: Bernhard Kramer、1942年8月3日 - ）は、ドイツの物理学者。ヤーコプ大学ブレーメン副学長。ナウムブルク出身。

## 来歴
1962年から1966年までマールブルク大学で物理学を学び、1967年にオトフリード・マーデルングの下で博士号を取得した。1974年にドルトムント大学で理論物理学のハビリタチオンを修了した。
1971年から1974年までドルトムント大学物理学研究所の助手を、1974年から1977年まで助教を務めた。
1977年から1978年まで、エッセン大学の理論物理学部長代理を務めた。1978年から1993年の間、ブラウンシュヴァイクにある連邦物理技術研究所の所長および理論基礎の教授を務めた。
1990年から1993年まで、ドルトムント大学の准教授だった。1993年から2005年まで、ハンブルク大学で理論物理学の正教授を務めた。また、1998年から1999年の間、イタリアのジェノヴァ大学の客員教授を務めた。2005年から2012年まで、ヤーコプ大学ブレーメン（現在のコンストラクタ大学）副学長兼理工学部長。
教育活動に加え、様々な学術誌の編集にも携わっている。例えば、Europhysics Letters (1992–1997), Physik in unserer Zeit (1993–2001), European Physical Journal (1997–2004), Advances in Solid State Physics (1997–2005), Annalen der Physik (1997以降)。
1969年からドイツ物理学会の会員である。

## 受賞歴
- 1990–1999年 - NATOからNATO高等研究組織に対していくつかの賞を受賞
- 2003年 - 名誉博士号（ケムニッツ工科大学（ドイツ語版）、ドイツ）[4]